# Proyecto Tarasco
El Proyecto Tarasco fue un proyecto de alfabetización en lengua indígena en la región Tarasca del estado de Michoacán. El proyecto fue propuesto en la Primera Asamblea de Filólogos y Lingüistas, e inició el 19 de julio de 1940. El Consejo de Lenguas Indígenas, dirigido por Morris Swadesh, estuvo a cargo de su ejecución. Aunque el proyecto duró solo seis meses, se convirtió en un referente de la educación indígena y bilingüe en México.

## Historia

### Antecedentes
En mayo de 1939 se realizó la Primera Asamblea de Filólogos y Lingüistas con el objetivo de definir el mejor método para la enseñanza en lengua indígena. Los asistentes a la asamblea acordaron un plan de educación en purépecha en Michoacán llamado Proyecto Tarasco.

### Desarrollo
El Proyecto Tarasco inició el 19 de julio de 1939 con un curso de preparación para maestros nativos, donde participaron veinte estudiantes en el entrenamiento del alfabeto tarasco. Desde el inicio del proyecto, los maestros instruyeron a los alumnos del Internado Indígena Tarasco de Paracho, Michoacán. Se crearon en ese tiempo diferentes materiales en lengua tarasca, como fue un periódico mural semanal, así como la redacción de cuentos y de canciones.
Una vez que los maestros nativos concluyeron el aprendizaje del alfabeto, se realizaron misiones de alfabetización en dos pueblos de la región, así como clases de alfabetización en el Internado de la zona.
El proyecto fue interrumpido después de seis meses de trabajo debido a que al inicio del sexenio de Manuel Ávila Camacho, la educación en lengua indígena estaba asociada con la educación socialista. El Secretario de Educación Pública Octavio Véjar se opuso a la alfabetización en lengua indígena, por lo que el Proyecto Tarasco llegó a su fin.

## Consecuencias
A partir de la experiencia del Proyecto Tarasco, el presidente Lázaro Cárdenas invitó al Instituto Lingüístico de Verano para impulsar la alfabetización en lenguas indígenas. El Instituto Indigenista Interamericano tomó como referencia la experiencia del Proyecto Tarasco para promover proyectos similares en el continente americano. La política de educación bilingüe de la SEP en 1963 retomó las técnicas y objetivos del proyecto.